# 沙巴茨
沙巴茨（羅馬化：Šabac）是塞尔维亚西北部马奇瓦区的城市，靠近伏伊伏丁那自治省。城市面积为795平方公里，2022年人口数量为105,432人，中心城区的人口数量则为51,163人。